# 삼국지 12
《삼국지 12》(三國志12, Romance of the Three Kingdoms 12)는 코에이의 삼국지 전략 게임 시리즈 중 12번째 게임이다. 이 게임은 2012년에 일본과 중화민국에서 PC용으로 출시되었으며 2012년 12월 13일에는 일본에서 Wii U와 플레이스테이션 3용으로  출시되었다. 이 게임은 일본어와 중국어 정체판으로 출시되었다. 추가 시나리오는 게임을 통해 해제할 수 있다.

## 개요
전작 발매 이후 약 6년 만에 등장한 삼국지 12는 종래에 인기 있었던 요소를 계승, 진화시키는 것은 물론 '긴장감 넘치는 리얼타임에 의한 전투'와 '전쟁 국면을 크게 뒤흔드는 요소' 등으로 새로운 재미를 추구하고 있으며, 등장 인물의 개성을 살리기 위해 수백명에 이르는 캐릭터 일러스트를 모두 다시 그리는 노력을 들였다.
또 터치스크린을 이용한 조작에 대응하여 과거의 시리즈에서는 플레이 하기가 어려웠던 노트북 PC나 태블릿 PC 등 저사양 하드웨어에서도 플레이 할 수 있었다. PC(Window)버전 선 발매후 소니 플레이스테이션3와 닌텐도의 'Wii U'용으로도 발매되었다. 그러나 게임의 너무나 큰 변화로 기존 시리즈를 좋아하던 팬들 사이에서는 시리즈 최악의 게임이라는 악평을 듣기도 했다. 특히 2탄 이후 꾸준히 한글화되어 정식 발매된 삼국지 시리즈가 20여년만에 국내 정식발매가 불발되어 많은 아쉬움을 남기기도 했다.